# Графство Феринген
Графство Феринген (на немски: Grafschaft Veringen) е късна средновековна територия от 11 век в Швабска Юра в днешен Баден-Вюртемберг.
Тяхната резиденция е замък Феринген, построен 1100 – 1130 г. от граф Марквард в село Ферингендорф.
През 1291 г. Рудолф I фон Хабсбург, крал на римляните от 1273 г., купува графството
Феринген от граф Хайнрих (Младия). След кратко време графството отива отново на графовете на Феринген.
През 1535 г. се състои от:
- Горно графство (Obere Grafschaft): градчето Ферингенщат и селата, Хартхаузен на Шер и Ферингендорф,
- Долно графство (Untere Grafschaft): селата Лангененслинген и Билафинген.

По това време територията принадлежи на графовете на Цолерн (Хоенцолерн) и по-късно е в княжество Хоенцолерн-Зигмаринген (1623 – 1849).
От герба на графовете на Феринген произлиза герба на Вюртемберг, който го приема от графовете на Неленбург.